# Schuttersstuk

Rembrandt. De Nachtwacht. 1642.

Een schuttersstuk of doelenstuk (van doelen, een plek waar boogschutters oefenden) is een geschilderd groepsportret van de leden van een schuttersgilde. Het genre werd uitsluitend in de Nederlanden beoefend in de 16e en 17e eeuw.
Het oudst bekende schuttersstuk werd vervaardigd door Dirck Jacobsz. Het werk dateert uit 1529 en hangt in het Rijksmuseum Amsterdam.
Het bekendste schuttersstuk is van Rembrandt van Rijn: De compagnie van kapitein Frans Banninck Cocq en luitenant Willem van Ruytenburgh maakt zich gereed om uit te marcheren. Dit schilderij, beter bekend als De Nachtwacht, is te zien in het Rijksmuseum in Amsterdam.
Het schuttersstuk is ook wel bekend als doelenstuk, waarbij het woorddeel "doelen" verwijst naar de plaats waar een schuttersvendel bijeen kwam. Het werk was dan bestemd voor deze ruimte. Overigens kan een doelenstuk ook een corporatie of een groep regenten uitbeelden. In sommige gevallen werden de geportretteerden uitgebeeld tijdens een maaltijd. In zo'n geval spreekt men wel van een schuttersmaaltijd. Gewoonlijk betaalde elke afgebeelde persoon voor zijn eigen beeltenis.
Andere musea met belangrijke schuttersstukkencollecties zijn het Frans Hals Museum in Haarlem en het Amsterdam Museum.

## Afbeeldingen
|  |  |
|  |  |
|  |  |
|  |  |